# اولیویا اپوپا
اولیویا اپوپا (انگلیسی: Olivia Époupa؛ زادهٔ ۳۰ آوریل ۱۹۹۴) بازیکن بسکتبال بازیکن حرفه‌ای بسکتبال اهل فرانسه است که در پست پوینت گارد بازی می‌کند. او به دلیل سرعت، مهارت در دفاع و توانایی بازی‌سازی شناخته می‌شود و سابقه بازی در لیگ‌های معتبر اروپا، استرالیا و آمریکا را دارد. وی در مسابقات کشوری و بین‌المللی در مجموع برندهٔ ۴ مدال نقره شده است.

## دوران حرفه‌ای در اروپا
اِپوپا حرفهٔ بسکتبال خود را در سال ۲۰۱۲ با تیم باسکت لندز در لیگ برتر فرانسه آغاز کرد و تا سال ۲۰۱۴ در این تیم بازی کرد. سپس به تولوز متروپولیتن بسکتبال پیوست و دو فصل را در آنجا سپری کرد. در فصل ۲۰۱۶–۲۰۱۷، او برای ویلنوو داسک بازی کرد و به تیم کمک کرد تا در لیگ فرانسه عملکرد موفقی داشته باشد.
در سال ۲۰۱۷، اِپوپا به ترکیه رفت و به تیم گالاتاسرای پیوست. او در فصل ۲۰۱۷–۲۰۱۸ با این تیم قهرمان یورولیگ زنان شد. فصل بعد، او به تیم بشیکتاش منتقل شد و به عنوان یکی از بازیکنان کلیدی تیم شناخته شد.

## تجربه در لیگ استرالیا (WNBL)
در سال ۲۰۱۹، اِپوپا به کانبرا کپیتالز در لیگ بسکتبال زنان استرالیا (WNBL) پیوست. او با عملکرد برجسته‌اش، عنوان ارزشمندترین بازیکن فینال را در سال ۲۰۲۰ کسب کرد و به تیم کمک کرد تا قهرمان لیگ شود.

## بازگشت به اروپا و ادامهٔ حرفه
پس از تجربهٔ موفق در استرالیا، اِپوپا به فرانسه بازگشت و در فصل ۲۰۲۰–۲۰۲۱ برای تیم شارنه بازی کرد. سپس در فصل ۲۰۲۱–۲۰۲۲ به باسکت لات مونپلیه پیوست. در سال ۲۰۲۲، او به ترکیه بازگشت و به تیم فنرباغچه ملحق شد. در سال ۲۰۲۳، اِپوپا به تیم سوپرون بسکت در مجارستان پیوست و سپس در همان سال به تیم چوکوروا بسکتبال مرسین در ترکیه منتقل شد.

## دوران حرفه‌ای در WNBA
در سال ۲۰۲۴، اِپوپا با تیم مینه‌سوتا لینکس در لیگ بسکتبال زنان آمریکا (WNBA) قرارداد امضا کرد. در ۲ ژوئن ۲۰۲۴، در بازی مقابل دالاس وینگز، او با ثبت ۴ امتیاز، ۴ توپ‌ربایی، ۲ پاس گل و ۱ ریباند در کمتر از ۱۴ دقیقه، تأثیر قابل‌توجهی در پیروزی تیم داشت. هم‌تیمی‌اش، نفیسا کولیر، اظهار داشت که ورود اِپوپا به بازی، جریان مسابقه را به نفع لینکس تغییر داد. در ۲۰ اوت ۲۰۲۴، او به واشینگتن میستیکس منتقل شد اما در همان روز از تیم کنار گذاشته شد. با این حال، در آخرین روز فصل عادی، لینکس دوباره با او قرارداد بست.

## بازگشت به ترکیه
در ژانویه ۲۰۲۵، اِپوپا به تیم او. جی. ام اورمان‌اسپور در لیگ برتر ترکیه پیوست و به حرفهٔ خود در اروپا ادامه داد.

## زندگی شخصی
اِپوپا در پاریس، فرانسه متولد شد و اصالتی کامرونی دارد. او به عنوان یکی از بازیکنان برجستهٔ نسل خود در بسکتبال زنان شناخته می‌شود و به دلیل توانایی‌های دفاعی، سرعت و مهارت در بازی‌سازی مورد تحسین قرار گرفته است.

## آمار حرفه‌ای در WNBA

### فصل عادی
| فصل  | تیم            | بازی | شروع | دقایق | درصد شوت | درصد سه‌امتیازی | درصد پرتاب آزاد | ریباند | پاس گل | توپ‌ربایی | بلاک | امتیاز |
| ---- | -------------- | ---- | ---- | ----- | -------- | -------------- | --------------- | ------ | ------ | -------- | ---- | ------ |
| ۲۰۲۴ | مینه‌سوتا لینکس | ۱۷   | ۰    | ۶٫۷   | ۳۷٫۵٪    | —              | ۱۰۰٪            | ۱٫۱    | ۱٫۵    | ۰٫۸      | ۰    | ۰٫۸    |

### پلی‌آف
| فصل  | تیم            | بازی | شروع | دقایق | درصد شوت | درصد سه‌امتیازی | درصد پرتاب آزاد | ریباند | پاس گل | توپ‌ربایی | بلاک | امتیاز |
| ---- | -------------- | ---- | ---- | ----- | -------- | -------------- | --------------- | ------ | ------ | -------- | ---- | ------ |
| ۲۰۲۴ | مینه‌سوتا لینکس | ۴    | ۰    | ۰٫۵   | —        | —              | —               | ۰      | ۰      | ۰        | ۰    | ۰      |

## افتخارات
- قهرمان جام کمیسر WNBA: ۲۰۲۴
- ارزشمندترین بازیکن فینال WNBL: ۲۰۲۰

اِپوپا با تجربهٔ گسترده در لیگ‌های مختلف و عملکرد برجسته در تیم‌های ملی و باشگاهی، به عنوان یکی از پوینت گاردهای برتر اروپا و جهان شناخته می‌شود.